# Snort
Snort — свободная сетевая система предотвращения вторжений (IPS) и обнаружения вторжений (IDS) с открытым исходным кодом, способная выполнять регистрацию пакетов и в реальном времени осуществлять анализ трафика в IP-сетях.
Создана Мартином Рёшем (англ. Martin Roesch), в дальнейшем развивалась и поддерживалась основанной им компанией Sourcefire (поглощена Cisco в 2013 году).
Выполняет протоколирование, анализ, поиск по содержимому, а также широко используется для активного блокирования или пассивного обнаружения целого ряда нападений и зондирований, таких как попытки атак на переполнение буфера, скрытое сканирование портов, атаки на веб-приложения, SMB-зондирование и попытки определения операционной системы. Программное обеспечение в основном используется для предотвращения проникновения, блокирования атак, если они имеют место.
Может работать совместно с другим программным обеспечением, например, SnortSnarf, sguil, OSSIM и BASE (обеспечивающим визуальное представление данных вторжения). С дополнениями от Bleeding Edge Threats поддерживает антивирусное сканирование потоков пакетов ClamAV и анализ сетевых аномалий SPADE на сетевом и транспортном уровнях сети, возможно, с учётом истории изменений.